# Linum marginale
Linum marginale är en linväxtart som beskrevs av A. Cunningham. Linum marginale ingår i släktet linsläktet, och familjen linväxter. Inga underarter finns listade i Catalogue of Life.

## Bildgalleri

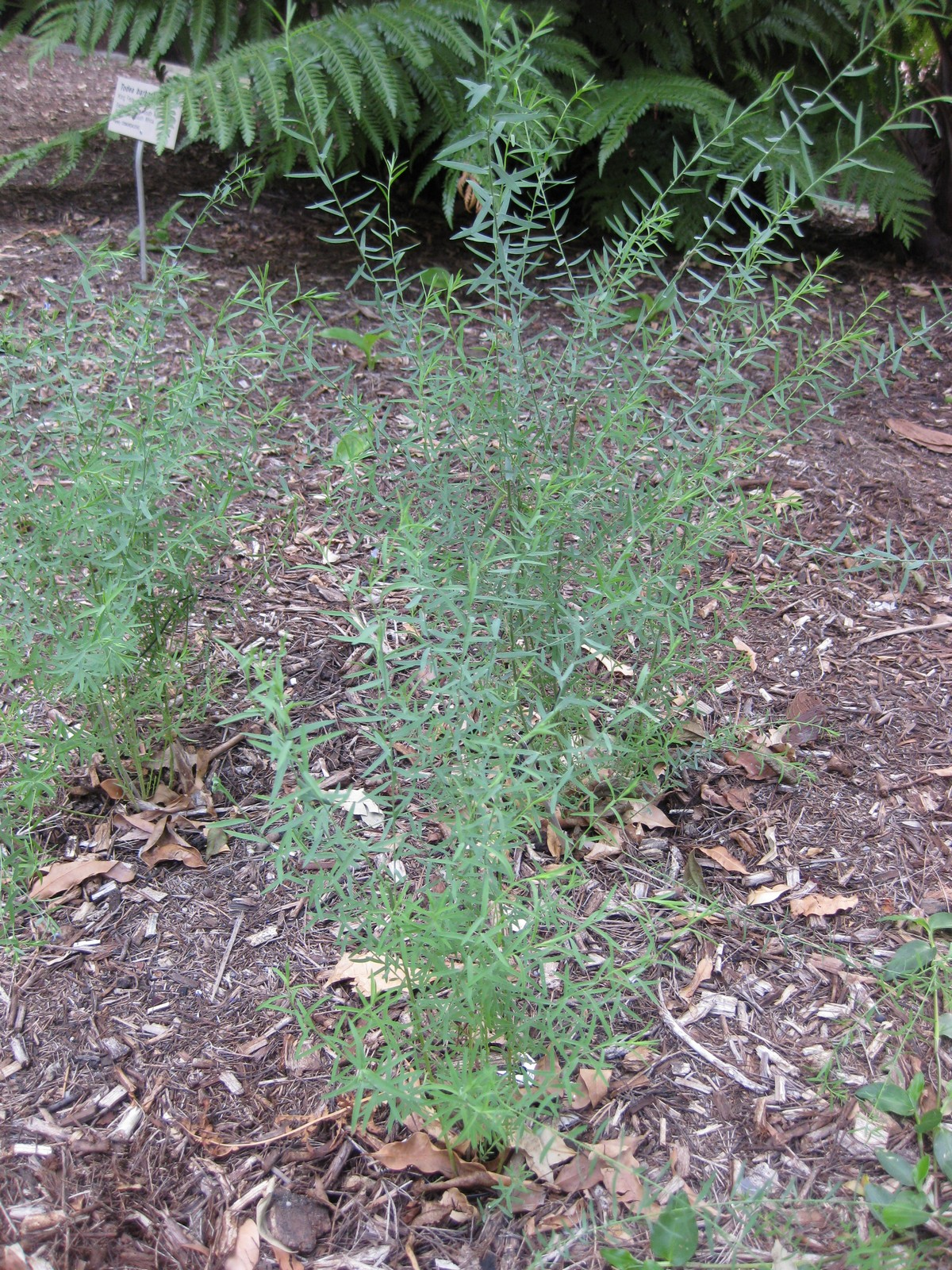
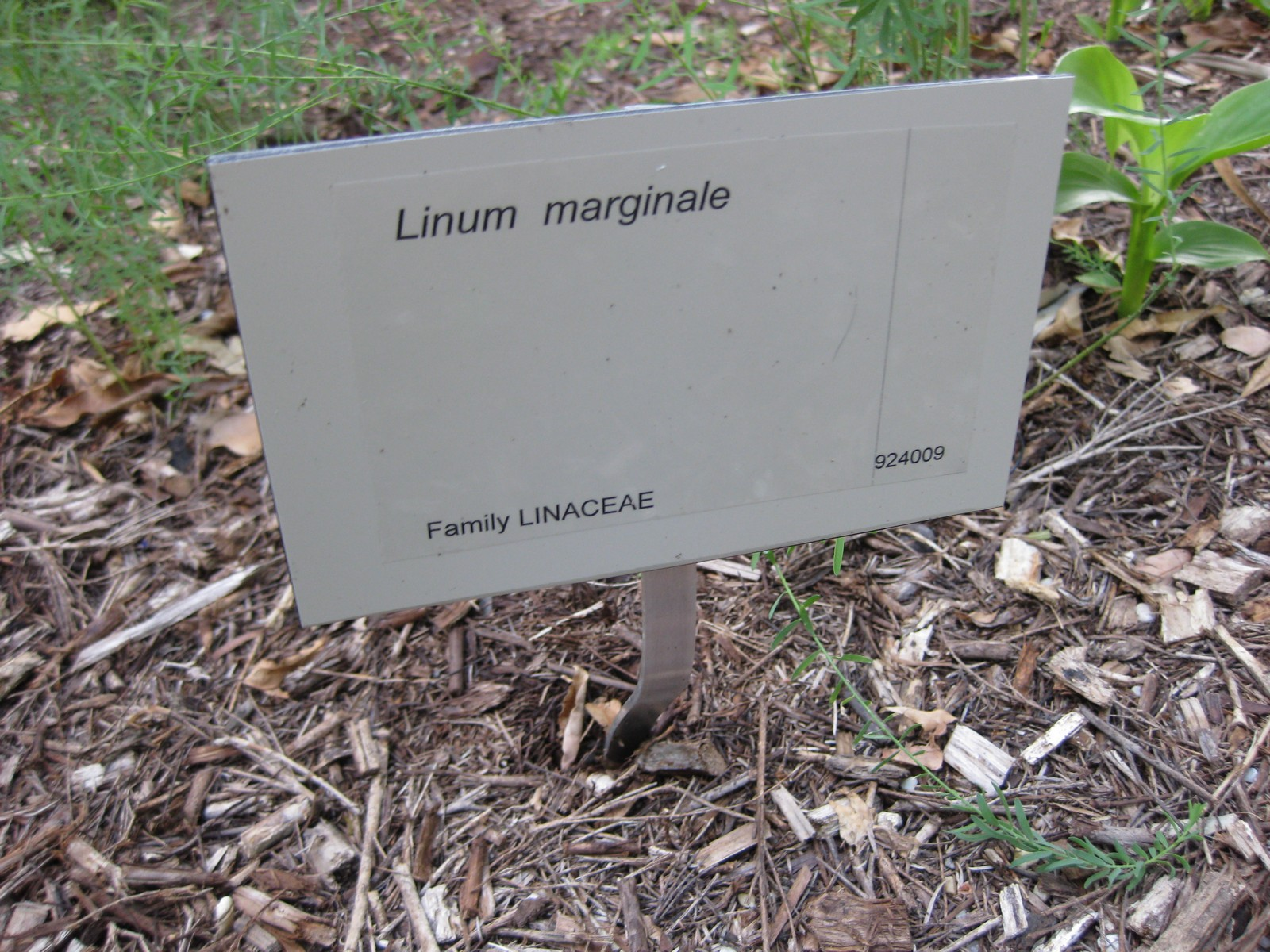